# موز اتیوپی
موز اتیوپی (به انگلیسی: Ensete ventricosum) که با نام‌های موز اَمهَری، موز حبشی یا enset یا ensete نیز خوانده می‌شود گونه‌ای علفی از گیاهان گلدار در خانواده موز است. شکل اهلی شده این گیاه تنها در اتیوپی کشت داده می‌شود، جایی که غذای اصلی تقریباً ۲۰ میلیون نفر را فراهم می‌کند.
از این گیاه که در همه فصل‌های سال کشت داده می‌شود برای درست کردن فرنی و نان استفاده می‌شود.

## محل رویش
این گیاه تقریباً خارج از اتیوپی ناشناخته است، البته نوع وحشی این گیاه در کشورهای زیادی از افریفا می‌رویند.
پژوهش‌ها نشان می‌دهند گونه اهلی شده این گیاه در نواحی وسیع‌تری در آفریقا هم قابل رشد هستند.

## ارزش خوراکی
میوه موز مانند این گیاه قابل خوردن نیست اما ساقه و ریشه آن را می‌توان تخمیر کرد و در درست کردن فرنی و نان استفاده کرد. به گفته پژوهشگران این گیاه پتانسیل این را دارد که نقش بسیار ارزشمندی در توسعه پایدار و مبارزه با گرسنی مردم جهان به ویژه در آفریقا داشته باشد.

## استفاده‌های دیگر
در کشورهای زیادی از این گیاه ارزشمند به شکل تزیینی استفاده می‌شود. به دلیل در دسترس بودن گیاهانی مانند سیب زمینی و گندم برای تأمین نشاسته استفاده از این گیاه تاکنون مورد توجه قرار نگرفته‌است.